# Болохів
Бо́лохів — село в Україні, у Верхнянській сільській територіальній громаді Калуського району Івано-Франківської області.

## Географія
На південно-західній стороні від села, у селі та на північно-східній околиці села потоки Глибокий, Чорний та Жидів впадають у річку Болохівку.

## Історія
Перша письмова згадка належить до 1565 року.
У 1880 році — село Калуського повіту, 1043 мешканці (1016 греко-католиків, 27 юдеїв), місцева греко-католицька парафія.
За переписом 1900 року гміна (самоврядна громада) Болохів складалася з двох сіл: 1) Болохів — 73 житлові будинки і 556 жителів, та 2) Малий Болохів — 14 будинків і 99 жителів.
У 1931 році тут було 160 дворів і проживав 821 мешканець. Гурток «Рідної школи» (90 учасників) у Болохові у 1938 році очолював Іван Дуда.
У 1939 році в селі проживало 890 мешканців (850 українців, 20 поляків і 20 євреїв).
Указом Президії Верховної Ради УРСР 23 жовтня 1940 р. Болохівську сільську раду передано з Войнилівського району до Долинського.
За радянської влади Болохів було зліквідовано, а його мешканців насильно переселено в Миколаївську область, оскільки село було пристановищем відділів УПА.
10 серпня 1959 р. Станіславський облвиконком рішенням № 488 передав Болохів з Великотур'янської сільради Долинського району до Завадківської сільради Войнилівського району.

## Соціальна сфера
- Церква св. Архистратига Михайла (храмове свято 21 листопада) збудована 1878 року, пам'ятка архітектури місцевого значення № 754[6][7][8] Австрійська армія конфіскувала в серпні 1916 р. у болохівській церкві 5 дзвонів діаметром 63, 30, 29, 28, 25 см, вагою 190, 14, 12, 10, 7 кг. Після війни польська влада отримала від Австрії компенсацію за дзвони, але громаді села грошей не перерахувала.[9]
- ФАП
- 57 дворів, 230 мешканців
- Лісництво.

## Вулиці
У селі є вулиці:
- Болохівська — І
- Болохівська — ІІ
- Мала Завадка

## Відомі люди
Народилися
Володи́мир Іллі́ч Приста́йко (16 грудня 1941 — 21 січня 2008) — радянський та український діяч органів державної безпеки, генерал-лейтенант юстиції, Заслужений юрист України (1992), заступник Голови Служби безпеки України (1996–2004).  